# Mercedes Soler
Mercedes Soler es una periodista y presentadora de televisión cubana, conocida en Estados Unidos y América Latina por ser una de las caras de CNN en Español. En esa cadena, condujo el programa Notimujer durante tres años consecutivos. Desde diciembre de 2013, es la presentadora del programa Realidades en contexto , dónde la acompañan Lucía Navarro y María Alejandra Requena.
Se retiró de CNN en septiembre de 2016 para dedicarse a su empresa familiar.
Se unió a CNN en español en octubre de 2010 luego de trabajar durante 18 años en Univisión.

## Biografía
Soler nació en Cuba pero siendo aún una niña emigró junto a su familia a los Estados Unidos. Se radicó en Chicago, ciudad en la que comenzó a dar sus primeros pasos en el periodismo en un programa dominical en español emitido por una pequeña estación radial de la universidad. Se crio entre La Habana, Madrid, Las Palmas y Chicago.

## Carrera periodística
Antes de incorporarse a CNN en español, Soler se desempeñó como presentadora y corresponsal en Univisión. En esa cadena, fue reportera y presentadora del programa "Primer Impacto" entre 1994 y 2005.
En prensa gráfica se destacó por su columna semanal en El Nuevo Herald de Miami.

### Entrevistas
Soler se ha destacado por entrevistar a grandes personalidades del mundo de la política, como los presidentes Alberto Fujimori de Perú, Miguel de la Madrid de México, Carlos Menem de Argentina, Violeta Barrios de Chamorro y Arnoldo Alemán de Nicaragua, Abdalá Bucaram y Gustavo Noboa de Ecuador y Ernesto Samper de Colombia.
También ha trabajado como columnista, escritor, productora, directora y profesora.

### Publicaciones
Soler es coautora del libro "Entre nosotras. De mujer a mujer" (Harper Collins, 2005), dónde reflexiona sobre el equilibrio entre la vida familiar y profesional, los desafíos de la maternidad y las metas personales. El libro fue escrito junto a otras mujeres reconocidas del ámbito cultural hispano de Florida, como Patricia San Pedro, Annie San Roman, Tammi Leader Fuller, Lydia Sacasa y Sara Rosenberg.

### Televisión
Luego de estar al frente de Notimujer durante tres años, Soler continuó su carrera en CNN en Español pero pasó a ser presentadora de Realidades en contexto, un programa que analiza las noticias en profundidad para identificar cómo éstas "afectan nuestras vidas como ciudadanos, padres, personas”.  El programa se emite diariamente a las 12 p. m. (hora de Atlanta). A sus 2 programas, tanto Notimujer, como Realidades en Contexto, sumó la conducción en reemplazo de Guillermo Arduino de Mirador Mundial.

## Reconocimientos
En 2011, Soler fue distinguida con el Premio Peabody por la cobertura del Deepwater Horizon.
También ha recibido cinco Premios Emmy de la Academia Nacional de Artes y Ciencias Televisivas, así como 15 nominaciones.
En 2012, fue considerada por la revista Siempre Mujer como una de las cinco mujeres hispanas que "inspiran a través de sus carreras y pasión por comunicar", junto a Satcha Pretto, María Hinojosa, Adamari López y Natalia Jiménez.
En 2013, Soler fue reconocida como una de las mujeres "icónicas" de las artes y la cultura de Miami y su programa Notimujer fue considerado como "el show de entretenimiento del año".